# Clube Júlio César
Clube Júlio César is een Braziliaanse voetbalclub uit Belém in de staat Pará. 

## Geschiedenis
De club werd opgericht in 1925 opgericht. De club speelde in 1929 voor het eerst in de hoogste klasse van het Campeonato Paraense. De club speelde er met enkele onderbrekingen tot 1947 en daarna opnieuw van 1958 tot 1977. Hierna trok de club zich terug uit het profvoetbal en werd een amateurclub. 